# Natação com nadadeiras nos Jogos Mundiais de 2009
As competições de natação com nadadeiras nos Jogos Mundiais de 2009 ocorreram entre 23 e 24 de julho no Parque Aquático Kaohsiung. Dez eventos foram disputados.

## Quadro de medalhas
| Ordem | País          | Medalha de ouro | Medalha de prata | Medalha de bronze |    |
| ----- | ------------- | --------------- | ---------------- | ----------------- | -- |
| 1     | China         | 4               | 3                |                   | 7  |
| 2     | Rússia        | 2               | 2                | 3                 | 7  |
| 3     | Itália        | 2               | 2                | 1                 | 5  |
| 4     | Ucrânia       | 2               | 1                | 2                 | 5  |
| 5     | Coreia do Sul |                 | 1                | 2                 | 3  |
| 6     | Alemanha      |                 | 1                |                   | 1  |
| 7     | França        |                 |                  | 1                 | 1  |
| 7     | Hungria       |                 |                  | 1                 | 1  |
| TOTAL | TOTAL         | 10              | 10               | 10                | 30 |

## Medalhistas
| Evento                                     | Ouro                                                                 | Prata                                                                  | Bronze                                                                                 |
| 50m apneia masculino                       | UKR Igor Soroka                                                      | RUS Evgeniy Skorzhenko                                                 | KOR Lee Kwan-Ho                                                                        |
| 50m apneia feminino                        | CHN Zhu Baozhen                                                      | CHN Xu Huanshan                                                        | RUS Yana Kasimova                                                                      |
| 100m na superfície masculino               | CHN Jingwei Miao                                                     | UKR Dmytro Sydorenko                                                   | ITA Andrea Nava                                                                        |
| 100m na superfície feminino                | CHN Zhu Baozhen                                                      | CHN Liang Yaoyue                                                       | FRA Camille Heitz                                                                      |
| 200m na superfície masculino               | ITA Stefano Figini                                                   | ITA Andrea Nava                                                        | KOR You Gyeong-Heon                                                                    |
| 200m na superfície feminino                | RUS Vasilisa Kravchuk                                                | RUS Valeria Baranovskaya                                               | UKR Olga Shlyakhovska                                                                  |
| 400m na superfície masculino               | ITA Stefano Figini                                                   | GER Sven Lutzkendorf                                                   | HUN Denes Kanyo                                                                        |
| 400m na superfície feminino                | RUS Vasilisa Kravchuk                                                | CHN Liu Jiao                                                           | UKR Olga Shlyakhovska                                                                  |
| Revezamento 4x100m na superfície masculino | UKR Ucrânia Viktor Panov Dmytro Shekera Igor Soroka Dmytro Sydorenko | ITA Itália Stefano Figini Cesare Fumarola Gianluca Mancini Andrea Nava | RUS Rússia Andrey Burakov Pavel Kulakov Nikolay Reznikov Evgeniy Skorzhenko            |
| Revezamento 4x100m na superfície feminino  | CHN China Li Jing Liang Yaoyue Xu Huanshan Zhu Baozhen               | KOR Coreia do Sul Choi Sae-Rom Jang Ye-Sol Jeon Ah-Ram Kim Hyeon-Jin   | RUS Rússia Valeria Baranovskaya Medeya Dzhavakhishvili Yana Kasimova Vasilisa Kravchuk |